# والتر بوناتی
والتر بوناتی (ایتالیایی: Walter Bonatti; ۲۲ ژوئن ۱۹۳۰ – ۱۳ سپتامبر ۲۰۱۱) کوهنورد، گردشگر، عکاس، راهنمای کوه، نویسنده، و روزنامه‌نگار اهل ایتالیا بود. وی به دلیل صعود شاخصی مانند صعود انفرادی از مسیر جدید دیواره جنوب غربی اگوی د درو در اوت ۱۹۵۵، نخستین صعود گاشربروم ۴ در سال ۱۹۵۸ و نخستین صعود انفرادی زمستانی رخ شمالی ماترهورن معروف است.
بوناتی بلافاصله پس از صعود خارق‌العاده‌اش به ماترهورن اعلام کرد که در سن ۳۵ سالگی و پس از ۱۷ سال فعالیت کوهنوردی و صعود حرفه‌ای، از دنیای صعود حرفه‌ای خداحافظی می‌کند. او چند کتاب در زمینه کوهنوردی تألیف کرد و ادامه زندگی و حرفه خود را به مسافرت و کار به عنوان گزارشگر مجله ایتالیایی Epoca گذراند.
وی در ۱۳ سپتامبر ۲۰۱۱ بر اثر سرطان لوزالمعده در سن ۸۱ سالگی در رم درگذشت.
بوناتی پیشرو صعودهای فنی در کوه‌های کمتر شناخته‌شده آلپ، هیمالیا و پاتاگونیا بود و در این زمینه کوهنوردی سرشناس به شمار می‌رفت.
وی همچنین برندهٔ جوایزی همچون نشان شایستگی از جمهوری ایتالیا، لژیون دونور و کلنگ طلایی شده است.